# Pilalla
Pilalla es un género de foraminífero bentónico de la familia Lagynidae, del suborden Allogromiina y del orden Allogromiida. Su especie tipo es Pilalla exigua. Su rango cronoestratigráfico abarca el Holoceno.

## Clasificación
Pilalla incluye a la siguiente especie:
- Pilalla exigua